# 以工代干
以工代干是中国大陆上世纪六十年代、七十年代，在国营（含地方国营）企业事业单位和各级党政机关中，广泛实行的一种人事用工管理体制。
在这些单位中从业的人员，分为干部和工人两种身份。干部一般是从事领导管理工作或专业技术工作的、以脑力劳动为主的人员；工人是从事体力操作工作或操作技能工作、以体力劳动为主的人员。在严格的人事制度和人员编制规定下，这种身份的区别往往在从业人员进入单位的时候，就因招录时的编制性质而被规定了，且一般终生不能改变。
两种身份的人员在编制性质、管理机构、政治待遇、工资制度等方面都有严格的区别，而不容混淆。干部指国家干部（区别于不脱产的农村的村干部，如生产大队支书、大队长、生产队长、会计），归组织与人事部门管理，当时不区分公务员身份的干部与事业编制的干部。干部在参加会议、政治学习、文件传达、提拔任职等方面拥有特殊的待遇。干部的工资实行干部等级工资制度（二十三级行政干部等级工资制）；但很多专业技术干部实行其行业特有的等级工资制度，如中学教师工资等级、小学教师工资等级、另外大学教师是按照职称为主。工人属工人编制，归劳动部门管理，在政治方面一般为单位内部群众待遇（与社会群众相区别）。工人工资分普工和技工，分别实行行业等级工资制度（有的技工工种设八级工资，有的设七级或六级）或岗位工资制（如纺织行业实行的就是岗位计件定量工资，如提花工、挡车工、机修工等）。
后来，随着工人阶级地位的增强和工人中间人才的涌现，以及各单位的发展，部分工人走上了管理工作岗位，甚至担任各级负责干部。但是，他们的用工性质和身份仍然不能改变，而只是以工人身份代行干部职责，被称之为“以工代干”。曾经就有进入国家机关，担任了重要领导职务的人士，仍是以工代干的身份。
直到1980年代，随着国家及企事业单位人事与用工制度改革、合同制和岗位招聘等制度的实施，以工代干的做法才逐渐退出历史舞台。